# DragonFable
DragonFable (thường được viết tắt là "DF") là một trò chơi nhập vai trực tuyến miễn phí được xây dựng dựa trên nền tảng webgame do hãng Artix Entertainment phát triển. Được phát hành vào tháng 7, năm 2005, trò chơi bước vào giai đoạn thử nghiệm vào ngày 21 tháng 11 và vào ngày 10 tháng 6 năm 2006, trò chơi được công bố chính thức. Trò chơi chạy trên Adobe Flash. Dragon Fable được cập nhật mỗi tuần với sự giới thiệu các nhiệm vụ, quái vật và vũ khí mới.
Mỗi người chơi phải tạo một tài khoản và có thể có 3 nhân vật với người chơi miễn phí hoặc 6 nhân vật với người chơi có Dragon Amulet (người chơi trả tiền). Mỗi nhân vật có một lớp nhân vật cơ bản, một cấp độ có thể được nâng cao và stat có thể được rèn luyện. Trò chơi cho phép người chơi chiến đấu trong các trận đấu theo lượt, đối đầu với quái vật và kẻ hung ác để tăng điểm kinh nghiệm (EXP - Experience Points), vàng (Golds) và thu thập các trang bị. Người chơi có thể sử dụng số vàng của nhân vật để mua các trang bị và thú nuôi để hỗ trợ trong trận đấu. Trong suốt những nhiệm vụ luôn luôn được mở rộng, Dragon Fable còn có các sự kiện đặc biệt tạm thời, như các lệ hội hoặc các trận chiến.

## Cách chơi
Trong trò chơi, người chơi có thể đi lại xung quanh và khám phá một thế giới 2D. Trò chơi được cập nhật hàng tuần với các nhiệm vụ, vật phẩm và vùng đất mới. Người chơi còn có thể tương tác và kết hợp với các NPCs (Non-player Character) ở các thành phố khác nhau. Họ giúp đỡ người chơi trong các trận đấu với các khả năng đặc biệt.
Người chơi còn có thể chiến đấu trong các trận đấu tay đôi PvP (Player versus Player) ở một vùng đất trong trò chơi gọi là Aeris Battlespire. Trong các trận đấu này, trái ngược với tên của nó, người chơi không thực sự cạnh tranh với các người chơi khác. Thay vào đó, người chơi chiến đấu với các đối thủ được điều khiển bởi AI (trí thông minh nhân tạo], hay đơn giản hơn là "máy điều khiển"]. Hình dạng của họ (tên, ngoại hình và thông số) dựa trên hồ sơ được lưu của các nhân vật của người chơi khác trên máy chủ.
Trò chơi có nhiều quái vật đặc biệt như Drakath, Xan Sepulchure,... Chúng có các địch thủ riêng biệt. Có rất nhiều nhiệm vụ bên lề mà người chơi có thể giúp đỡ các NPCs, thu thập điểm kinh nghiệm hoặc tìm thấy các vật phẩm hiếm.

### Trận đấu
Các trận đấu trong DragonFable sử dụng hệ thống đánh theo lượt với lệnh cơ bản như "Attack". Và các lớp nhân vật có các tuyệt chiêu đặc trưng để hỗ trợ chủ động tấn công trong các trận đấu. Không có lệnh "Flee" (bỏ trốn), chỉ có lớp nhân vật đặc biệt là ChickenCow Lord mới có khả năng Flee, và kẻ địch cũng không thể bỏ chạy khi người chơi sử dụng các khả năng "trip", "root", "tangle" (chúng ngăn cản kẻ địch bỏ chạy).
Người chơi sẽ hạ được đối phương khi sinh lực (HP - HealthPoint, thường được gọi là "máu") trước khi người chơi sẽ là người bị hạ trước. Một số quái vật có khả năng hồi phục sinh lực làm cho nó dai máu hơn. Người chơi còn có thể dùng bình thuốc (Potion, thường gọi là "bình thuốc") để phục hồi HP và MP (Mana Points), hoặc sử dụng một khả năng phòng thủ để tăng thêm 80% khả năng khóa đòn, khả năng đỡ đòn, khả năng đánh trượt của đối thủ (Block, Dodge, Parry). Một khả năng có thể có được trong các tuyệt chiêu giúp cho người chơi có khả năng làm đối thủ bất động (Stun, Freeze,..), tuy nhiên, một số đối thủ có khả năng chống lại đòn tấn công này.

### Nguyên tố
Trong trò chơi, mỗi quái vật, vũ khí và thú nuôi đều có một nguyên tố riêng. Có nhiều nguyên tố thông thường khác nhau bao gồm Lửa, Nước, Gió, Đá, Bóng tối, Anh sáng, Băng,... Các đối thủ hay quái vật đều có khả năng kháng/kị các nguyên tố, có nghĩa là chúng nhận được nhiều hơn hoặc ít hơn sát thương từ đòn tấn công của nguyên tố. Ví dụ, nếu người chơi tấn công một con Người sói (Werewolf), có khả năng giảm 200 sức phòng thủ với đòn tấn công có nguyên tố Bạc, bằng một vũ khí có nguyên tố Bạc, sát thương đối với Werewolf sẽ được tăng lên rất nhiều. Tuy nhiên, nếu người chơi tấn công một Basilisk, có 200 sức phòng thủ với đòn tấn công có nguyên tố Đá, với một vũ khí có nguyên tố Đá, người chơi sẽ hồi phục một lượng máu cho Basilisk. Lưu ý, trong DragonFable, các nguyên tố không trái ngược nhau. Ví dụ, tấn công một đối thủ có sức phòng thủ cao với nguyên tố Lửa bằng một vũ khí có nguyên tố Băng, sẽ không tạo ra sức tấn công lớn hơn bình thường nếu đối thủ không có yếu tố nghịch Băng.

### Vũ khí
Mỗi vũ khí và thú nuôi đều có một nguyên tố và một sức tấn công riêng. Sức tấn công là sự phá hoại cơ bản mà vũ khí và thú nuôi có thể thực hiện. Chỉ số của người chơi có thể thay đổi điều này, mặc dù sự thay đổi sẽ không được hiển thị. Nguyên tố của vũ khí còn có thể ảnh hưởng đến sức tấn công của nó cho các đối thủ khác nhau. Vũ khí có thể được mua ở các cửa hàng vũ khí, hoặc đôi khi, có thể được tìm thấy sau khi hoàn thành các nhiệm vụ.

### Thú nuôi
Thú nuôi được sử dụng để tăng sức tấn công trong các trận đấu. Chúng có thể được mua ở cửa hàng thú nuôi, hoặc đôi khi, giành được như một phần thưởng sau các sự kiện. Tất cả các thú nuôi đều mang sức tấn công của nguyên tố giống như vũ khí. Thú nuôi có thể tấn công mạnh hơn nếu chỉ số Charisma của nhân vật được tăng lên. Cấp độ của thú nuôi không thể thay đổi, tương tự như đồng đội ngoại trừ chúng tự động tấn công kẻ địch cuối cùng mà nhân vật đã tấn công.

### Cấp độ
Sau khi tiêu diệt một quái vật, người chơi nhận được mốt số điểm kinh nghiệm. Nếu một người chơi tích lũy đủ điểm kinh nghiệm, họ sẽ tăng một cấp. Khi nhân vật tăng cấp độ, các khả năng sẽ được mở khóa để sử dụng trong các trận đấu. Với một lần tăng cấp độ, số điểm kinh nghiệm cần thiết để tăng lên cấp độ tiếp theo cũng sẽ tăng lên. Số điểm kinh nghiệm này có thể được tính theo công thức: nếu gọi cấp độ của nhân vật là x thì số điểm kinh nghiệm để tăng lên cấp độ tiếp theo là x²×100. Tuy nhiên, hầu hết quái vật cũng tăng cấp độ theo nhân vật. Vũ khí cũng có cấp độ và không thể được sử dụng cho đến khi nhân vật đạt đến ít nhất là bằng cấp độ của vũ khí (cũng như vậy với thú nuôi và các vật phẩm có thể trang bị). Giới hạn cấp độ hiện thời là 40. Những người chơi đã đạt đến giới hạn của cấp độ vẫn có thể nhận được điểm kinh nghiệm sau khi tiêu diệt quái vật nhưng sẽ không thể tiếp tục tăng cấp độ cho đến khi giới hạn cấp độ được tăng lên.

### Chỉ số
Với mỗi lần tăng cấp độ, người chơi nhận được 5 điểm chỉ số (Stat Points), được sử dụng để tăng các chỉ số của nhân vật. Số vàng mà người chơi phải trả cho mỗi điểm được tăng lên dựa trên cấp độ của nhân vật, cụ thể là 5 gold cho mỗi cấp (ví dụ, nhân vật có cấp độ 5 phải trả 25 gold cho mỗi điểm). Không có chỉ số nào có thể tăng lên quá cấp độ của nhân vật.
Để tăng chỉ số, người chơi phải gặp Sir Render ở Falconreach hoặc Captain Rolith ở Oaklore Keep. Người chơi còn có thể hủy bỏ mọi chỉ số đã được tăng với 1000 gold ở Falconreach. Nhưng sau đó, người chơi vẫn phải trả thêm vàng để tăng trở lại các chỉ số.
Các chỉ số bao gồm:
- Strength (STR) - Ảnh hưởng đến sức mạnh của đòn tấn công trực tiếp (Melee Attack).
- Intellegence (INT) - Ảnh hưởng đến sức mạnh của đòn tấn công phép thuật (Magic Attack) đồng thời tăng 5 MP cho nhân vật với mỗi điểm).
- Endurance (END) - Tăng 5 HP cho nhân vật với mỗi điểm.
- Dexterity (DEX) - Ảnh hưởng đến sức mạnh của đòn tấn công từ xa (Range Attack).
- Charisma (CHA) - Ảnh hưởng đến sức mạnh của thú nuôi.
- Luck (LUK) - Ảnh hưởng đến các vòng quay (Roll).
- Wish (WIS) - Tăng 10 HP cho nhân vật với mỗi điểm.

## Các lớp Nhân vật

### Các lớp Nhân vật cơ bản
Khi một người chơi bắt đầu chơi DragonFable lần đầu tiên, họ phải tạo một nhân vật trước khi chơi. Người chơi còn có thể tạo các nhân vật khác từ mỗi ô có săn bắt cứ khi nào. Người chơi được lựa chọn tên, giới tính và môn phái cũng như ngoại hình cho nhân vật mà họ muốn. Tất cả môn phái cơ bản đều có 14 kĩ năng khác nhau có thể được mở khóa. Các kĩ năng này được mở khóa khi nhân vật đạt đến một cấp độ nhất định. Đây là các môn phái cơ bản:
- Warrior - Một lớp nhân vật mạnh mẽ và cân bằng nhất trong 3 môn phái cơ bản. Warrior mặc một bộ giáp sắt, thường cầm kiếm, búa hoặc rìu. Họ cũng có thế cầm gậy hoặc dao găm nhưng sẽ không được hiệu quả khi sử dụng chúng. Ví dụ, một Warrior cầm một đôi dao găm sẽ đạt sức mạnh thấp hơn 20% so với một Rogue cũng cầm một đôi dao găm như vậy. Nhiều kĩ năng của họ tập trung vào các đòn đánh mạnh hoặc nhiều lần vào một đối thủ.
- Mage - Một lớp nhân vật mạnh về pháp thuật và cách chiến đấu của họ dựa trên các nguyên tố. Cách đánh này mang tính phòng thủ hơn so với Warrior khi họ có kĩ năng "Blind" (tăng khả năng đánh trượt cho đối thủ) cùng với kĩ năng làm đối thủ bất động. Họ mặc áo choàng, thường trang bị gậy và đũa phép. Khi được trang bị các loại vũ khí khác, họ đánh thay vì dùng phép thuật lên đối thủ. Mage có 4 kĩ năng tấn công dựa trên các nguyên tố, được mở khóa ở cấp 6: Lửa, Băng, Sét và Gió. Mage còn không phải chờ một số lượt nhất định trước khi họ có thể tấn công tất cả các đối thủ trong một lượt đánh.
- Rogue - Một lớp nhân vật nhanh nhẹn. Lớp nhân vật này mặc những bộ giáp nhẹ và cầm một đôi giao găm giống hệt nhau để tấn công đối thủ. Không giống như những môn phái khác, họ đánh 2 lần trong một lượt tấn công - một lần với mỗi chiếc dao găm, tuy nhiên, mỗi lần chỉ thực hiện được 60% sức tấn công của vũ khí. Khi cầm các loại vũ khí khác, Rogue chỉ đánh một lần. Họ còn có một kĩ năng cho phép mình đánh 4 lần trong một lượt tấn công.

### Các lớp nhân vật đặc biệt
Người chơi có thể nâng cấp nhân vật lên các môn phái bổ sung bằng cách mặc những bộ giáp thuộc về lớp nhân vật đó. Những bộ giáp này có thể được tìm được ở các nhiệm vụ, sự kiện, cửa hàng,.... Người chơi có thể chuyển đổi giữa các lớp nhân vật với nhau, hoặc trở về lớp nhân vật cơ bản ban đầu. Các kĩ năng của những môn phái nay được mở khoá bằng việc nâng cấp bộ giáp, thay vì nâng cấp độ của nhân vật.
Đây là danh sách những môn phái bổ sung:
- Các lớp nhân vật miễn phí

Người chơi miễn phí khi sử dụng bộ giáp của các môn phái này chỉ sử dụng được 7 trong 14 kĩ năng.
- - Pirate - Bộ giáp của lớp nhân vật này có thể được tìm thấy ở Osprey Cove. Rhubarb sẽ là người hỗ trợ người chơi sở hữu lớp nhân vật này. Các kĩ năng của môn phái này được mở khi bạn tìm thấy Black Pearl ở các nhiệm vụ của Rhubarb rồi giao cho ông.
  - Ninja - Bộ giáp của lớp nhân vật này có thể được tìm thấy ở Shadow of the Wind Village. Thyton là người luyện giáp. Các kĩ năng của môn phái này được mở khi bạn tìm thấy Wind Scroll ở các nhiệm vụ của Thyton rồi giao cho ông.
  - Ranger - Bộ giáp của môn phái này có thể được tìm thấy ở The Sandsea. Zhoom là người luyện giáp. Môn phái này khác với các môn phái khác ở chỗ họ chỉ sử dụng một vũ khí là cung tên. Nhưng nó cũng sử dụng các chỉ số của nhân vật như các vũ khí khác. Các kĩ năng của môn phái này được mở khi bạn tìm thấy Acient Treasure ở các nhiệm vụ của Zhoom rồi giao cho anh.
  - DeathKnight - Một môn phái hi sinh máu cho các đòn tấn công. Người chơi phải luyện đủ các kĩ năng của cả hai môn phái Paladin và Necromancer để mở khoá môn phái này. Mũ, áo choàng, kiếm, vòng cỏ và nhẫn của môn phái này có thể được tìm thấy ở nhiệm vụ đặc biệt DeathKnight của Artix. Bộ giáp DeathKnight được công bố vào tháng 12 năm 2007 để thử nghiệm. Tháng 4 năm 2008, một phiên bản khác của bộ giáp này được công bố. Phiên bản cuối cùng của bộ giáp đã được công bố đầy đủ trong trò chơi.
  - Paladin - Môn phái mới nhất được công bố trong DragonFable. Nó mang sự kết hợp giữa ánh sáng và nguyên tố của vũ khí mà nhân vật sử dụng. Nó còn có một kĩ năng đặc biệt cho phép hồi phục cả HP và MP. Bộ giáp này đã qua giai đoạn thử nghiệm, Artix ở Necropolis là người luyện giáp. Các kĩ năng của môn phái này được mở khi bạn tìm thấy Undead Slayer Badge ở các nhiệm vụ của Artix rồi giao cho anh.
  - Necromancer - Mặc dù môn phái này vẫn chưa sẵn sàng, nhưng nó đang sắp sửa được công bố. Nó sẽ có nhiều chiêu thức độc nhất vô nhị, bao gồm sức mạnh để điều khiển kẻ địch. Các đòn tấn công của môn phái này chắc chắn dựa trên nguyên tố Bóng tối.
- Các môn phái trả tiền
  - Guardian - Môn phái này chỉ sẵn sàng khi người chơi đã trả tiền cho Guardianship ở AdventureQuest. Một số kĩ năng của Guardian không thể được sử dụng mà không có thanh kiếm của Guardian. Kĩ năng thứ 14, cho phép triệu hồi Guardian Dragon để trợ giúp bạn trong các trận đấu, đã được mở khoá vào ngày 6 tháng 6 năm 2008. Để trang bị hoặc tháo rời bộ giáp Guardian, bạn phải đến Falconreach Guardian Tower.
  - DragonLord - Một môn phái mạnh mẽ có thể điều khiển được rồng. Nó chỉ dành cho những người chơi đã trả tiền cho Dragon Amulet. Lady Celestia ở khu rừng của cô ấy là người luyện giáp.
  - Dread Pirate - Một phiên bản mới của bộ giáp Pirate được công bố vào lễ kỉ niệm chiến thắng của Ninja trong cuộc chiến tranh giữa Pirate và Ninja. Người chơi mặc bộ giáp Pirate thông thường có thể đanh được bộ giáp này từ Thyton ở Falconreach. Bất cứ kĩ năng nào đã được mở khoá của bộ giáp Pirate cũng sẽ được mở khoá ở bộ giáp Dread Pirate. Môn phái này chỉ dành cho người chơi có Dragon Amulet.
  - DragonRider - Đây không phải là một môn phái của nhân vật; thay vào đó, nó cho phép người chơi nâng cấp nhân vật để chiến đấu với rồng Titan (Titan Dragon) của họ. Nhân vật trông giống như đang mặc bộ giáp DragonLord khi đang cưỡi con rồng của họ. Môn phái này chỉ dành cho người chơi có Dragon Amulet (có một số trường hợp ngoại lệ, chẳng hạn như ở nhiệm vụ để lấy kĩ năng cuối cùng của bộ giáp Guardian).

## Nghề nghiệp
Các nghề nghiệp cho phép người chơi tạo ra những đồ vật nhất định. Mới chỉ có 2 nghề là Blacksmith và Alchemy được công bố, nhưng trong tương lai, nhiều nghề mới cũng sẽ được công bố.
- Blacksmith - Cho phép người chơi tạo ra những vũ khí mạnh với một số vàng vừa phải. Năng cấp kĩ năng rèn (Blacksmithing) cho nhân vật cho phép người chơi tạo ra nhiều vũ khí mới với các nguyên liệu có thể được mua hoặc tìm thấy trong các nhiệm vụ. Kể từ cấp độ 10 trở đi, những vũ khí được làm ra chỉ có thể sử dụng bởi nhân vật có Dragon Amulet. Người nâng cấp kĩ năng rèn là Yulgar.
- Alchemy - Cho phép người chơi nâng cấp thuốc hồi phục HP (Health Potion). Nâng cấp kĩ năng này cho nhân vật sẽ làm cho một bình thuốc hồi phục nhiều HP hơn cho mỗi lần sử dụng (tăng 15 HP cho mỗi cấp). Kĩ năng giả kim thuật (alchemy) của một nhân vật chỉ được phép lớn hơn 1 cấp so với cấp độ của nhân vật (ví dụ, nhân vật có cấp độ 10 sẽ chỉ nâng cấp kĩ năng này lên cấp độ 11)> Người nâng cấp kĩ năng này là Reens.

## Rồng
Rồng trong DragonFable trải qua 3 giai đoạn: trứng, sơ sinh và Titan. Khi một người chơi có thể lấy được trứng rồng và làm nó nở ra một con rồng sơ sinh, chỉ có người chơi có DragonAmulet mới có thể chuyển đổi rồng sơ sinh sang rồng Titan. Các nhiệm vụ để người chơi giành được trứng rồng được bắt đầu bằng cách gặp NPC Rolith. Tất cả các con rồng sơ sinh đều trông giống như nhau và có cùng một nguyên tố khi được sinh ra. Tất cả người chơi có thể lựa chọn nguyên tố cho con rồng của họ nhưng chỉ có người chơi giữ Dragon Amulet mới có thể thay đổi ngoại hình cho con rồng trưởng thành của họ. Trong trò chơi, rồng sơ sinh trú ngụ ở nhà của Lady Celestia ở Sunbreeze Grove. Người chơi có thể trang bị con rồng sơ sinh của họ như là một thú nuôi. Người chơi còn có thể cho con rồng của họ ăn một lần mỗi ngày, việc này cũng lằm tăng điểm kĩ năng của rồng. Người chơi phải cho rồng ăn trong 500 ngày mới có thể lấy được tất cả điểm kĩ năng, với người chơi có Dragon Coin là 250 ngày và với người chơi có Dragon Amulet là 100 ngày (bạn sẽ cần những vật phẩm hiếm từ các nhiệm vụ để làm điều này). Điểm kĩ năng được dùng vào một trong 5 kĩ năng khác nhau. Khi một kĩ năng đã có đủ điểm, một kĩ năng chiến đấu mới sẽ được mở khóa cho con rồng của bạn. Giống như bắt kì thú nuôi nào khác, người chơi không thể điều khiển các hành động của rồng trong trận đấu, nhưng với một chỉ số Charisma cao, con rồng sẽ sử dụng các kĩ năng của chúng thường xuyên hơn.
Các kĩ năng:
- Protection - Con rồng hồi phục hoặc bảo vệ nhân vật.
- Magic - Con rồng sử dụng phép thuật dựa trên nguyên tố của mình.
- Fighting - Con rồng tấn công vật lý đối thủ, chẳng hạn như cắn.
- Mischief - Con rồng làm đối thủ yếu đi.
- Assistance - Con rồng tăng các chỉ số và khả năng của nhân vật lên.

### Rồng Titan
Theo những người tạo ra trò chơi, một con rồng cần đến 100 năm để đạt đến kích cỡ đầy đủ mà không có Dragon Amulet. Người chơi có Dragon Amulet có thể sử dụng ngay con rồng của họ ở dạng Titan (trưởng thành). Rồng Titan có thể được thay đổi hình dạng, rèn luyện và sử dụng vào việc chiến đấu ở Dragon Arena cũng như một số nhiệm vụ nhất định. Những nhiệm vụ này thường là ở cuối cùng của một số nhiệm vụ. Rồng Titan còn được sử dụng trong việc rèn luyện môn phái DragonRider.

## Các sự kiện hàng năm
Các sự kiện hàng năm của DragonFable hầu hết trùng khớp với các ngày lễ trọng đại của người Mỹ. Đây là các sự kiện:
- Hero's Heart Day - Ngày lễ Valentine
- April Fool's Day - Ngày Cá tháng Tư
- Mogloween - Ngày lễ Halloween
- Thanksgiving - Ngày lễ tạ ơn
- Frostval - Ngày lễ Giáng sinh

War cũng là một sự kiện trong DragonFable. Khi đó, tất cả người chơi phải "cùng nhau" hạ quái vật theo số lượng nhất định. Khi tất cả quái vật bị tiêu diệt, chiến đấu với Trùm (Boss). Khi hạ được trùm người chơi sẽ được Unlock shop ẩn. Trong hầu hết các cuộc chiến, người chơi đều chiến thắng. Có 2 cuộc chiến tranh xảy ra nửa năm một lần: mỗi sự kiện Frostval, với một đội quân quái vật Băng, và mỗi thứ Sáu ngày 13, với một đội quân xác chết sống lại (Undead).

## Cốt truyện

### Bối cảnh
Trò chơi diễn ra ở một vùng đất trung cổ gọi là "Lore", trước AdventureQuest khoảng 5 năm. Thành phố trung tâm là Falconreach, nơi hầu hết các sự kiện xảy ra. Nhưng các nhân vật bắt đầu cuộc phiêu lưu ở phía Tây Falconreach là Oaklore Keep, thành lũy của các Hiệp sĩ Pactagonal Table. Người chơi có thể di chuyển đến các thành phố khác bằng cách cưỡi Quái vật sư tử đầu chim (Gryphon), qua các cánh cổng hoặc đi bộ. Bên cạnh đó, DragonFable còn có một ngôi làng Cướp biển (Pirate), một ngôi làng Ninja và một ngôi làng mỏ. Khi rông là một phần cốt yếu của cốt truyện, chúng không phải là một loài vật thông thường ở Lore.

### Các thành phố
Trong DragonFable, các thành phố là nơi mà người chơi có thể tìm thấy các cửa hàng, nhận các nhiệm vụ nhất định cũng như gặp các NPC. Trong suốt các cuộc chiến tranh, các thành phố khac nhau bị tấn công. Có 11 thành phố đã được công bố:
- Amityvale - Một thành phố luôn sống dưới hoàng hôn, nơi mặt trăng luôn tròn. Đôi khi, thành phố này bị các đội quân Undead tấn công. Có một ngọn tháp Guardian ở gần đó, nơi một con quỷ hút máu trú ngụ.
- Doomwood - Vùng đất này được công bố vào ngày 19 tháng 4 năm 2008. Nơi có thể đến được ở Doomwood là Necropolis, một thành phố ngầm dưới lòng đất. Nó sẽ giới thiệu một nhân vật mới, Noxus. Đây cũng là nơi để nâng cấp Cloak of Doom.
- Falconreach - Thành phố chính trong DragonFable. Nó đã từng bị Xan phá hủy, những đâng dần được xây dựng lại. Nó có một ngọn tháp Guardian, các cửa hàng và NPC để giao nhiệm vụ.
- Frostvale - Luôn có sẵn vào dịp giáng sinh, là nơi moglin trú ngụ
- Lymcrest - Một thành phố mỏ. Mê cung Lymcrest, một mê cung được mở rộng nhanh chóng với những lối đi đầy quái vật, có thể được tiếp cận từ Lymcrest. Douglass Digg là người duy nhất mà người chơi có thể trò chuyện ở đây.
- Moonridge - Một thành phố gần Doomwood đang bị Undead tấn công. Cho dù thành phố này vẫn chưa có sẵn.
- Oaklore - Thành phố đầu tiên mà người chơi được tiếp cận ở DragonFable. Nó nằm ở phía Tây Falconreach. Đây là nơi ở của các hiệp sĩ Pactagonal Table.
- Osprey Cove - Một hòn đảo cướp biển trên hòn đảo Sho Nuff. Ở đây có một số cửa hàng. Người chơi có thể gặp thuyền trưởng Rhubarb để trở thành một cướp biển và tiêu diệt kẻ thù duy nhất của cướp biển, ninja.
- Sandsea - Một vùng sa mạc nằm ở phía Bắc Falconreach. Ở đây có 2 NPC: Zhoom, một Ranger và Sek-Duat XV, hoàng đế của Sandsea. Người chơi có Dragon Amulet có thể mua các vũ khí yêu cầu Dragon Amulet từ Zhoom.
- Shadow of the Wind Village - Một thành phố Ninja trên hòn đảo Sho Nuff. Ở đây có 3 cửa hàng. Người chơi có thể gặp Thyton để trở thành một Ninja và tiêu diệt kẻ thù của họ, cáo quỷ Okuchi No Okami.
- Willowshire - Thành phố này đã bị phá hủy. Nó có một ngọn tháp Guardian và là ngôi nhà của Nature Orb. Người chơi có Dragon Amulet có thể chiến đấu với Gorgok, con rồng đã phá hủy Willowshire.